# 競争入札
競争入札（きょうそうにゅうさつ）とは、売買・請負契約などにおいて最も有利な条件を示す者と契約を締結するために複数の契約希望者に内容や入札金額を書いた文書を提出させて、内容や金額から契約者を決める方法。主として国などの公的機関などが行うことが多い。単に入札（にゅうさつ、いれふだ）とも呼ばれる。競争入札によらずに行う契約を随意契約という。

## 日本の競争入札制度
日本の入札・契約方式は、国については会計法、地方自治体については地方自治法によって規定されている。
国および地方公共団体の契約は原則として一般競争入札によらなければならない（会計法第29条の3第1項、地方自治法第234条第2項）。指名競争入札及び随意契約は法に定められた場合のみ行うことが出来る（会計法第29条の3第3項、第4項及び第5項、地方自治法施行令第167条、第167条の2）。競争入札では、予定価格内最廉価格の入札を落札としなければならない（会計法第29条の6）。尚、競争入札を行なっても落札しない場合等は随意契約に移行することができる（予算決算及び会計令第99条の2、第99条の3、地方公共団体は地方自治法施行令第167の2第8号）。
正しく運用すれば、予算の無駄が無く、極めて公平かつ透明な制度となる反面、契約締結に長期間を要し（官報で公告する場合は入稿から公告まで2週間、公告から入札まで国土交通省の標準日数で41日、合計55日要する。技術提案等を詳細に検討する場合はさらに日数を要する。）、手続きが煩雑で、小規模事業者には参入しづらいデメリットがある。加えて、適正な予定価格を算定するには、対象の契約品に関する専門的な設計力が必要不可欠であるが、行政には、その設計力を持ち合わせていない。設計力を持ち合わせていないので、業者選定を含めて、合理的な判断は下せない状況にある。談合が常態化すると競争入札のメリットが全く生かせないため、談合防止策が極めて重要となる。
国や地方公共団体の会計制度の透明性を確保する目的で会計法および地方自治法が改正され、入札方法を指名競争入札から一般競争入札に移行する動きが加速している。

### 競争入札の種類
競争入札の種類には、大きく分けて以下の2つがある。
- 一般競争入札
入札情報を公告して参加申込を募り、条件を満たしたすべての参加申込者同士で競争に付して契約者を決める方式。
- 指名競争入札
発注者側が指名した者同士で競争に付して契約者を決める方式。

### VE方式
民間企業の技術力を活用するためバリュー・エンジニアリング（Value Engineering：VE）方式も導入されている。VE方式はインセンティブ契約として採用され、日本では入札時VEと契約後VEの両方が導入されており、契約後VEの場合はコスト縮減額の一部が契約業者に還元される。
VE方式は、発注する工事目的物の内の一部について、発注者は「標準案」として参考として提示するにとどめ、実際どのように施工するのかの提案を応札者に求める方式。技術的な工夫の余地が大きいと考えられる工事に採用される。
公共工事の品質の確保の促進に関する法律の施行前から行われてきた方式で、もっぱら品質確保よりもコスト縮減に重きを置いた方式とされている。
技術資料に当該部分についての提案を記載させ、発注者はそれを審査する。また、審査の際には提案業者から詳細についてヒアリングなども行うことがある。なお、提案内容は標準案と比較して工事目的物の本来想定した機能・品質が損なわれないことが前提となっているため、それを満たさない提案については不採用となりうる。審査の結果、入札参加資格通知の時に併せて提案の採否を通知し、採用された業者はその提案内容に基づき積算し、不採用とされた業者は発注者提示の標準案に基づいて積算して、それぞれ入札に臨む。このまま価格競争で入札が行われる場合もあれば、提案内容に点数を付けて金額との総合評価を行う場合もある。

### 低入札価格調査制度
次の場合は、次点の入札を落札として良いこととなっている（会計法第29条の6、地方自治法施行令第167条の10）。
- 契約の内容に適合した履行がされないおそれがあると認められる
- 公正な取引の秩序を乱すこととなるおそれがあって著しく不適当であると認められる

ただし、国の契約について、この規定を適用できるのは予定価格が1000万円以上に限られる（予算決算及び会計令第84条）。各省各庁の長は、必要に応じて、契約の内容に適合した履行がされないこととなるおそれがあると認められる場合の基準を作成する（予算決算及び会計令第85条）。契約担当官等は、この基準に該当する事例があった場合、履行可能かどうかの調査をしなければならない（予算決算及び会計令第86条）。この調査を低入札価格調査と言う。
ダンピング受注対策として低入札価格調査制度を適切に活用するよう、国の機関に対して国土交通大臣と財務大臣の連名で通達され、地方自治体に対して国土交通省総合政策局長と総務省自治行政局長の連名で通達されている。

### 入札が不成立の場合
入札者がおらず成立しなかったことを入札不調、入札結果が予定価格を超え成立しなかったことを入札不落と言う。

### 入札保証金・入札保証保険
国や発注者は、発注する請負契約または売買契約の入札において、入札参加者が落札したにもかかわらず契約締結を行わないことにより発注者が被る損害に備えて、入札に加わろうとする者から、入札者が見積る金額の100分の5以上の保証金を納めさせる（会計法第29条の4、例外規定あり）。落札者が契約を締結しない場合はこの保証金は国庫に帰属する（没収される）（会計法第29条の7）。

### 契約保証金・履行保証保険
国や発注者は、発注する請負契約または売買契約の契約において、契約者が契約を履行しないことにより発注者が被る損害に備えて、契約者から、契約金額の100分の10以上の保証金を納めさせる（会計法第29条の9、例外規定あり）。契約者が契約を履行しない場合はこの保証金は国庫に帰属する（没収される）（会計法第29条の10）。

### 入札と落札率
落札率とは予定価格に対する落札価格の率であり、「(落札価格÷予定価格) ×100」の百分率で表される。 たとえば、1000万円の予定価格に対して900万円で落札したばあいの落札率は90%となる。
落札率は追加費用が発生した場合の追加支払額の算出にも利用されることが多く、落札率が低いと追加費用も実際より低い額しか支払われないことに注意が必要である。たとえば、落札率70%だと300万円の追加費用が発生しても300万円×70%の210万円だけが支払われることになる。
全国市民オンブズマンが「95%以上の落札率は談合の疑いがある」としたことから、入札談合を立証する数値のように取り上げられる風潮がある。地方裁判所の判例にも落札率が高いことを論拠に談合の存在を認定する事例が散見される。また、最高裁判決でも、落札率の高さを考慮要素の1つとして、独占禁止法違反を認定したもの（「多摩談合・新井組事件」上告審判決）がある。
一方で、入札結果の値のみで談合認定することを危ぶむ見方もあり、米国連邦工事では談合がないにもかかわらず95%前後と高率だという論拠もある。
入札契約適正化法に基づく国土交通省の調査によると、2006年度の都道府県の平均落札率で長野県80.4%が最低、最高は鹿児島県の95.6%と地域によってばらつきがある。公共工事での過当競争が激化し、ダンピング(過度の安値受注)の目安として落札率が取り上げられている。

## 米国の競争入札制度
米国の公共調達は連邦政府と地方政府で根拠法令が異なる。以下では主に連邦調達規則（Federal Acquisition Regulation：FAR）に基づく連邦調達について述べる。

### 競争入札の種類
競争入札の種類には、大きく分けて以下の3つがある。
- 封印入札（Sealed bidding）
連邦調達規則（FAR）第14編に定められた伝統的な方式で、業者に入札の提出を招請し、公開の場で開札して最低価格入札業者を契約者とする[1]。封印入札は透明度が高い入札方式だが、価格のみを基準とするため、落札後に契約変更が必要となることが多かった[1]。連邦調達の大規模工事では工事が実行されないまま契約変更による価格上昇が常態化し、当初予算の額では工事が完成せず工期が遅れることもあり、はじめから契約変更を目論んで入札に参加する建設業者もいたとされる[1]。
- 交渉入札（Competitive Negotiated Proposals）
連邦調達規則（FAR）第15編に定められた方式で、工期が重要な要素となっている場合、価格以外の要素に基づいて業者選定を行う必要がある場合、入札業者との議論が必要となる可能性がある場合に、連邦政府が評価要素を予め規定して業者に提案要請書（Request for Proposal）を提示し、業者が出したオファーを検討して業者を選定する[1]。封印入札の欠点を補うために導入された方式で連邦調達では交渉入札の採用が増えている[1]。交渉入札で連邦政府は価格、品質（技術的長所など）、過去の実績の3要素は必ず考慮しなければならない評価要素とされている[1]。
- 簡易調達手続（Simplified Acquisition Procedures）
連邦調達規則（FAR）第13編に定められた簡易調達限度額以下の少額調達に用いられる方式で、少数民族や条件不利地の中小企業、女性オーナーの中小企業の受注機会の改善のためにも採用されている[1]。物品やサービスの調達が繰り返し必要な場合は包括調達協定（Blanket Purchase Agreement）を結ぶことができる[1]。

### 交渉入札における競争原理
交渉入札でも封印入札と同じく十分かつ開かれた競争（Full and Open Competition）による選定が原則とされている。交渉入札では効率的な交渉を行うために二段階選定方式が用いられる場合が多い。また、入札業者への対価の支払い後、政府が建設実行可能性や設計の諸問題について意見や改善案を業者から提供してもらうベイクオフ（bake-off）が行われることがある。交渉過程では入札に参加する他の業者の数や業者名、提案内容は非公開とされており、各業者は最善の提案を行って受注に結び付けようとするため、価格も含めて競争原理が働くとされる。

### 設計施工一括発注方式
米国では設計施工分離発注方式が用いられているが、交渉入札などで設計施工一括発注方式が用いられることもある。設計施工一括発注方式には工期の短縮、単一業者による責任の明確化、クレームや契約変更を最小限に留めるなどの長所があるとされるが、設計者と建設業者が同一になるためチェック・アンド・バランスが働きにくく発注者によるコントロールが弱くなるなど欠点もあり、州や市町村によっては設計施工一括発注方式による発注は制限されている。

### インセンティブ契約
米国では応札者に工期や予算を遵守させるため誘因報酬（incentive fee）や賞与報酬（award fee）など多様なインセンティブ契約が導入されている。一般的には質の低下を招かないよう質と連動して賞与報酬、プロジェクトがうまく進んだときに誘因報酬が付与される。

### CM契約
米国ではコンストラクション・マネジメント（Construction Management、CM方式）がよく実施されている。

## 欧州の競争入札制度

### EU
EUでは一定限度額以下の工事は各国の国内法のみに従えばよいが、限度額を超える公共工事の入札・契約方式についてはEU指令の2004/18/EC（DIRECTIVE 2004/18/EC OF THE EUROPEAN PARLIAMENT AND OF THE COUNCIL of 31 March 2004 on the coordination of procedures for the award of public works contracts, public supply contracts and public service contracts）に従って国内法を整備しなければならないとされている。
EUの入札の種類には、大きく分けて以下の4つがある。
- 公開手続（Open Procedure）
一般手続ともいい関心のある業者であれば入札に参加できる[9]。
- 制限手続（Restricted Procedure）
業者は入札への参加希望を出すことができるが、入札に参加できるのは発注者から招請された業者に限られる[9]。日本の公募型指名競争入札に似ているが、はじめから発注者が応札業者を指名するわけではなく、公募に応じた業者の中から一定の入札者数に絞る[1]。
- 交渉手続（Negotiated Procedure）
価格の事前評価が困難な場合、入札不調の場合、技術的・芸術的要件により業者が特定される場合、既存契約への追加の場合などEU指令で例外的に限定して採用できる方式で、最低3社が参加する必要があり、交渉も公開で行われる[1]。
- 競争的交渉手続（Competitive Dialogue Procedure）
2004年4月末にEU指令改正で認められた方式で、発注者が技術的・法律的・財政的要件を明確に規定することができない場合、複数の応札者と並行して交渉し、最も優れた提案をした者を採用するもの[1]。

### イギリス
イギリスには公共工事の入札や契約手続を統一的に定めた法令がなく入札や契約にどのような方式を採用するかは発注者の判断による。ただし、実際は全国建築合同諮問委員会の制定する「選択競争入札手続規定」の採用勧告により、発注者の設計完了後に入札を実施する単段階選択競争入札もしくは設計完了前に入札を行う二段階選択競争入札が採用されている。

## 国際入札
世界貿易機関 (WTO) の「政府調達に関する協定」及び「政府調達に関する申し合せ」により、予定価格が10万SDR（2007年現在1,600万円相当）以上の物品を調達する際には、海外の企業も参加できる制度。2006年8月から9月にかけて東北大学が実施した医療機器調達の入札で国際入札逃れと見られる1,599万円（当時10万SDR=1,600万円）での入札が行なわれヤマト樹脂光学が落札していたことが報道されている。